# Əbrəqunus
Əbrəqunus – gmina (azer. bələdiyyə) i wieś (kənd) w zachodnim Azerbejdżanie, w Nachiczewańskiej Republice Autonomicznej, w rejonie Culfa, tworząca wiejski okręg terytorialny (kənd ərazi dairəsi) o tej samej nazwie. Jest jedyną wsią w okręgu terytorialnym i w gminie.
1 marca 2003 roku na mocy prawa nr 423-IIQ wprowadzonego przez Prezydenta Republiki Azerbejdżanu İlhama Əliyeva z wiejskiego okręgu terytorialnego Əbrəqunus wyłączono wieś Bənəniyar, która stała się oddzielnym okręgiem terytorialnym. Jednocześnie, wcześniejszą nazwę okręgu terytorialnego i wsi Əbrəqunis zastąpiono nową – Əbrəqunus.
W klasyfikacji Azərbaycan Respublikası Dövlət Statistika Komitəsi (w wolnym tłum. „Państwowy Komitet Statystyczny Republiki Azerbejdżanu”) gminie nadano unikalny kod 10612007, a wsi 10612018.